# Campeonato manomanista 2003
La LVIII edición del Campeonato manomanista, máxima competición de pelota vasca en la variante de pelota mano profesional de primera categoría, se disputó en el año 2003. Fue la primera edición organizada por la LEPM (Liga de Empresas de Pelota Mano), compuesta por las dos principales empresas dentro del ámbito profesional de la pelota mano, Asegarce y ASPE.
En esta edición, los cuatro semifinalistas del año anterior, Eugi, Beloki, Agirre y Barriola, esperaban en cuartos de final rival. Las semifinales se disputaron en sistema de liguilla sin posibilidad de aplazamiento.
Esta edición estuvo marcada por el dominio impuesto por Olaizola II y Patxi Ruiz, que llegaron a la final después de haber escalado posiciones desde los dieciseisavos de final. La desgracia se cebó con Olaizola II, cuando en el último partido de semifinales, teniendo ya asegurado su pase a la final, se lesionó cuando dominaba claramente el partido frente a Patxi Ruiz. La disputa de la final se tuvo que retrasar debido a la grave lesión sufrida por Olaizola II en su brazo derecho. Ya en la final en la disputa de los primeros tantos, el de Goizueta sufrió una recaída que le impido disputar con garantías el partido, y el camino hacia la primera txapela de Patxi Ruiz quedó totalmente allanado.

## Dieciseisavos de final
| Fecha    | Frontón y localidad                 | Rojo            | Azul        | Tanteo |
| -------- | ----------------------------------- | --------------- | ----------- | ------ |
| 28/03/03 | Municipal de Ribafrecha, Ribafrecha | Rai             | Esain       | 22-18  |
| 06/04/03 | Astelena, Éibar                     | Lasa III        | Pascual     | 22-21  |
| 04/04/03 | Municipal de Etxebarri, Echévarri   | Zearra (lesión) | Xala        | 0-22   |
| 30/03/03 | Astelena, Éibar                     | Armendariz      | González    | 11-22  |
| 06/04/03 | Madalensoro, Oyarzun                | Koka            | Apeztegia   | 22-20  |
| 30/03/03 | Barakaldes, Baracaldo               | Goñi III        | Patxi Ruiz  | 11-22  |
| 29/03/03 | Labrit, Pamplona                    | Olaizola I      | Nagore      | 22-09  |
| 05/04/03 | Villa de Icar, Íscar                | Imaz            | Olaizola II | 05-22  |

## Octavos de final
| Fecha    | Frontón y localidad               | Rojo        | Azul       | Tanteo |
| -------- | --------------------------------- | ----------- | ---------- | ------ |
| 12/04/03 | Uarkape, Mondragón                | Koka        | Rai        | 22-21  |
| 11/04/03 | Municipal de Etxebarri, Echévarri | Lasa III    | Patxi Ruiz | 20-22  |
| 12/04/03 | Labrit, Pamplona                  | Olaizola I  | Xala       | 22-19  |
| 13/04/03 | Astelena, Éibar                   | Olaizola II | González   | 22-05  |

## Cuartos de final
| Fecha    | Frontón y localidad                     | Rojo     | Azul        | Tanteo |
| -------- | --------------------------------------- | -------- | ----------- | ------ |
| 21/04/03 | Astelena, Éibar                         | Barriola | Koka        | 22-04  |
| 20/04/03 | Municipal de Arrigorriaga, Arrigorriaga | Agirre   | Patxi Ruiz  | 08-22  |
| 21/04/03 | Labrit, Pamplona                        | Beloki   | Olaizola I  | 22-14  |
| 19/04/03 | Adarraga, Logroño                       | Eugi     | Olaizola II | 09-22  |

## Liguilla de semifinales
| Fecha    | Frontón y localidad      | Rojo        | Azul        | Tanteo |
| -------- | ------------------------ | ----------- | ----------- | ------ |
| 03/05/03 | Atano III, San Sebastián | Barriola    | Olaizola II | 02-22  |
| 04/05/03 | Adarraga, Logroño        | Beloki      | Patxi Ruiz  | 22-12  |
| 17/05/03 | Labrit, Pamplona         | Barriola    | Patxi Ruiz  | 14-22  |
| 18/05/03 | Astelena, Éibar          | Beloki      | Olaizola II | 21-22  |
| 07/06/03 | Aritzbatalde, Zarauz     | Barriola    | Beloki      | 22-21  |
| 08/06/03 | Ogueta, Vitoria          | Olaizola II | Patxi Ruiz  | 14-22  |

### Clasificación de la liguilla
| Pelotari | Pelotari    | Partidos jugados | Partidos ganados | Partidos perdidos | Puntos a favor | Puntos en contra | Dif. |
| -------- | ----------- | ---------------- | ---------------- | ----------------- | -------------- | ---------------- | ---- |
| 1        | Olaizola II | 3                | 2                | 1                 | 58             | 47               | +11  |
| 2        | Patxi Ruiz  | 3                | 2                | 1                 | 56             | 50               | +6   |
| 3        | Beloki      | 3                | 1                | 2                 | 64             | 56               | +8   |
| 4        | Barriola    | 3                | 1                | 2                 | 40             | 65               | -25  |

## Final
| Fecha    | Frontón y localidad      | Rojo       | Azul        | Tanteo |
| -------- | ------------------------ | ---------- | ----------- | ------ |
| 20/07/03 | Atano III, San Sebastián | Patxi Ruiz | Olaizola II | 22-07  |

- Datos: Q8261089